# Apeadeiro de Santo Aleixo
O Apeadeiro de Santo Aleixo foi uma gare ferroviária da Linha do Oeste, que servia a zona de Santo Aleixo, no concelho de Figueira da Foz, em Portugal.

## História

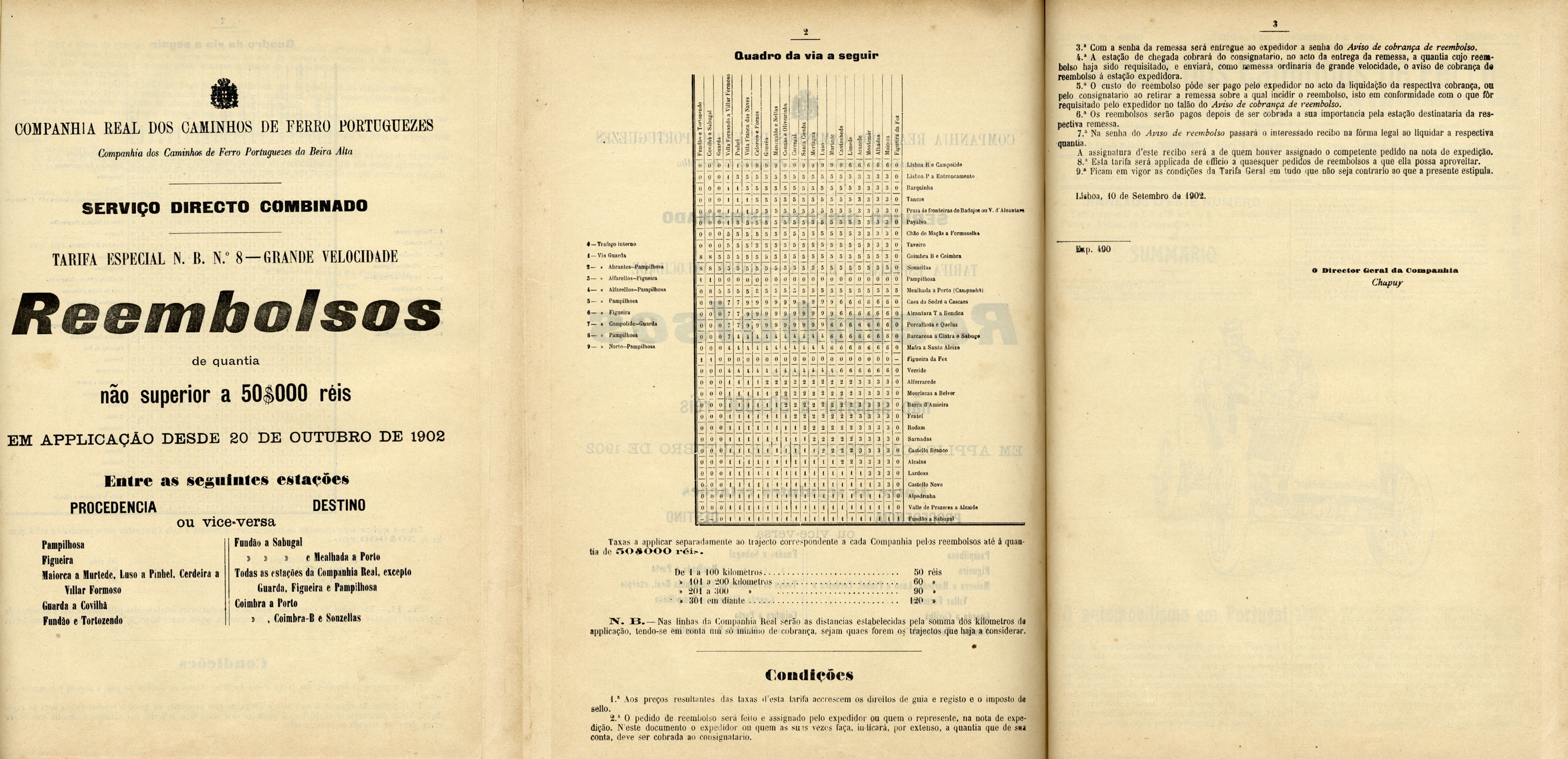
Anúncio de 1902, onde se faz referência a Santo Aleixo.

Este apeadeiro faz parte do troço entre Leiria e Figueira da Foz da Linha do Oeste, que entrou ao serviço em 17 de Julho de 1888, pela Companhia Real dos Caminhos de Ferro Portugueses.
Nos horários de Junho de 1913, surgia com a categoria de apeadeiro.
Foi encerrado em 5 de Setembro de 1926, tendo sido substituído, junto com o Apeadeiro de Fontela, pela Estação Ferroviária de Fontela, que abriu na mesma data.